# Phylloptera roseoinflata
Phylloptera roseoinflata är en insektsart som beskrevs av Brunner von Wattenwyl 1891. Phylloptera roseoinflata ingår i släktet Phylloptera och familjen vårtbitare. Inga underarter finns listade i Catalogue of Life.